# 弗拉特克里克鎮區 (密蘇里州佩蒂斯縣)
弗拉特克里克鎮區（英語：Flat Creek Township）是位於美國密蘇里州佩蒂斯縣的一個行政鎮區。

## 地方資料
弗拉特克里克鎮區的面積為133.05平方千米，當中陸地面積為131.61平方千米，而水域面積為1.43平方千米。根據2020年美國人口普查的數據，當地共有人口2019人，而人口密度為每平方千米15.17人。